# Adonisea purpurata
Adonisea purpurata là một loài bướm đêm trong họ Noctuidae.